# Joseph von Weiß
Joseph Weiß (schon zeitgenössisch auch Jusef), seit 1860 Ritter von Weiß, seit 1872 Freiherr von Weiß (* 12. Jänner 1805 in Zellhof bei Bad Zell, Österreich ob der Enns; † 13. Jänner 1887 in Salzburg) war ein österreichischer Politiker, Jurist und „Landeshauptmann“ (Vorsitzender des Landtages) des Kronlandes Salzburg.

## Leben
Weiß begann seine Laufbahn 1828 beim Stadt- und Landrecht in Linz und wurde 1842 in die Kreishauptstadt Salzburg versetzt. Vom 18. Mai 1848 bis zum 17. April 1849 vertrat er den Wahlkreis Grein an der Donau als fraktionsloser Abgeordneter in der Frankfurter Nationalversammlung. In seinem Beruf als Jurist erlebte er mehrfache Versetzungen, die ihn schließlich wieder nach Salzburg führten, wo er zum Präsidenten des Salzburger Landesgerichts aufstieg und diese Funktion bis 1874 ausübte. Bereits 1860 erfolgte seine Erhebung in den Ritterstand, 1867 wählte ihn das Herrenhaus zum Mitglied des Staatsgerichtshofes.
Infolge des Februarpatents von 1861 durfte im, bis 1849 von Linz aus verwalteten Land Salzburg, erstmals seit der Zugehörigkeit zu Österreich, ein eigener Landtag gewählt werden. Dieser bestand aus 26 Abgeordneten (25 gewählte Mitglieder und dem Fürsterzbischof mit einer „Virilstimme“). Da das österreichische Herrscherhaus weder einen „altsalzburgischen“ Adeligen noch einen Geistlichen für dieses Amt wollte, ernannte Kaiser Franz-Joseph am 31. März 1861 mit Joseph von Weiß den damals höchstrangigsten Beamten unter den Abgeordneten zum ersten Salzburger Landeshauptmann.
Als Hauptaufgabe hatte dieser den Aufbau einer eigenständigen, von Oberösterreich unabhängigen Landesverwaltung zu bewältigen. Der erste Landtag wurde 1867 auf Grund des Ausgleiches mit Ungarn und der damit notwendigen Neustrukturierung sämtlicher Teilbereiche des Kaiserstaates, vorzeitig aufgelöst. Bei der zweiten Landtagswahl ging Weiß, diesmal als Vertreter Radstadts wiederum als Landeshauptmann hervor. Die Sitzverteilung im Landtag brachte zu den 18 Liberalen nunmehr bereits 7 Konservative. Um diese politischen Verhältnisse umkehren zu können, wurde 1871 wiederum gewählt. Weiß konnte sich dabei nochmals im Amt bestätigen lassen, wurde jedoch bereits im September 1872 zum Rücktritt gedrängt. Sein Nachfolger wurde am 30. September 1872 Hugo Graf Lamberg. Weiß wurde anlässlich seines Rücktritts in den Freiherrenstand erhoben und wählte sich dazu ein Wappen, das dem Salzburger Landeswappen ähnelte. Nach seinem Tode wurde er am Salzburger Kommunalfriedhof begraben.

## Familie
Joseph Freiherr von Weiß war mit Barbara Pramberger (* 29. November 1813; † 20. September 1901) verheiratet und bewohnte in Salzburg das Haus Sigmund-Haffner-Gasse 18. Seine Frau schenkte ihm die gemeinsamen Kinder Robert (1842–1916) und Natalie (* 1847).

## Würdigung
Im Jahr 2021 wurde eine vom Land Salzburg gestiftete Marmortafel im Schloss Zellhof zu seinen Ehren angebracht.